# Vlasinje (Mrkonjić Grad)
Pour les articles homonymes, voir Vlasinje.
Vlasinje (en serbe cyrillique : Власиње) est un village de Bosnie-Herzégovine. Il est situé dans la municipalité de Mrkonjić Grad et dans la république serbe de Bosnie. Selon les premiers résultats du recensement bosnien de 2013, il ne compte plus aucun habitant.
Avant la guerre de Bosnie-Herzégovine, le village faisait entièrement partie de la municipalité de Mrkonjić Grad ; après la guerre, une portion de son territoire a été rattachée à la municipalité de Jajce intégrée à la fédération de Bosnie-et-Herzégovine.

## Démographie

### Évolution historique de la population dans la localité
| 1948 | 1953 | 1961 | 1971 | 1981 | 1991   | 2013 |
| ---- | ---- | ---- | ---- | ---- | ------ | ---- |
| 561  | 588  | 630  | 780  | 988  | 1 133, | 0    |

|  |